# Hōei Nojiri
Hōei Nojiri (野尻 抱影, Nojiri Hōei, 15 de novembro de 1885 – 20 de outubro de 1977) foi um astrônomo e ensaísta japonês. Em 1930 ele inventou a palavra japonesa Meiōsei (冥王星) para o planeta anão Plutão. O nome é usado na China, na Coreia e no Japão.
O asteroide 3008 Nojiri recebeu seu nome.